# نیانتیک (کنتیکت)
نیانتیک (به انگلیسی: Niantic) یک منطقهٔ مسکونی در ایالات متحده آمریکا است که در کنتیکت واقع شده‌است. نیانتیک ۳٬۱۱۴ نفر جمعیت دارد.